# Hradištko (powiat Praga-Zachód)
Hradištko – wieś i gmina w Czechach, w powiecie Praga-Zachód, w kraju środkowoczeskim. Według danych z dnia 1 stycznia 2013 liczyła 1 695 mieszkańców.

## Współpraca
Miejscowość partnerska:
- Essen, Belgia